# 中世紀哲學

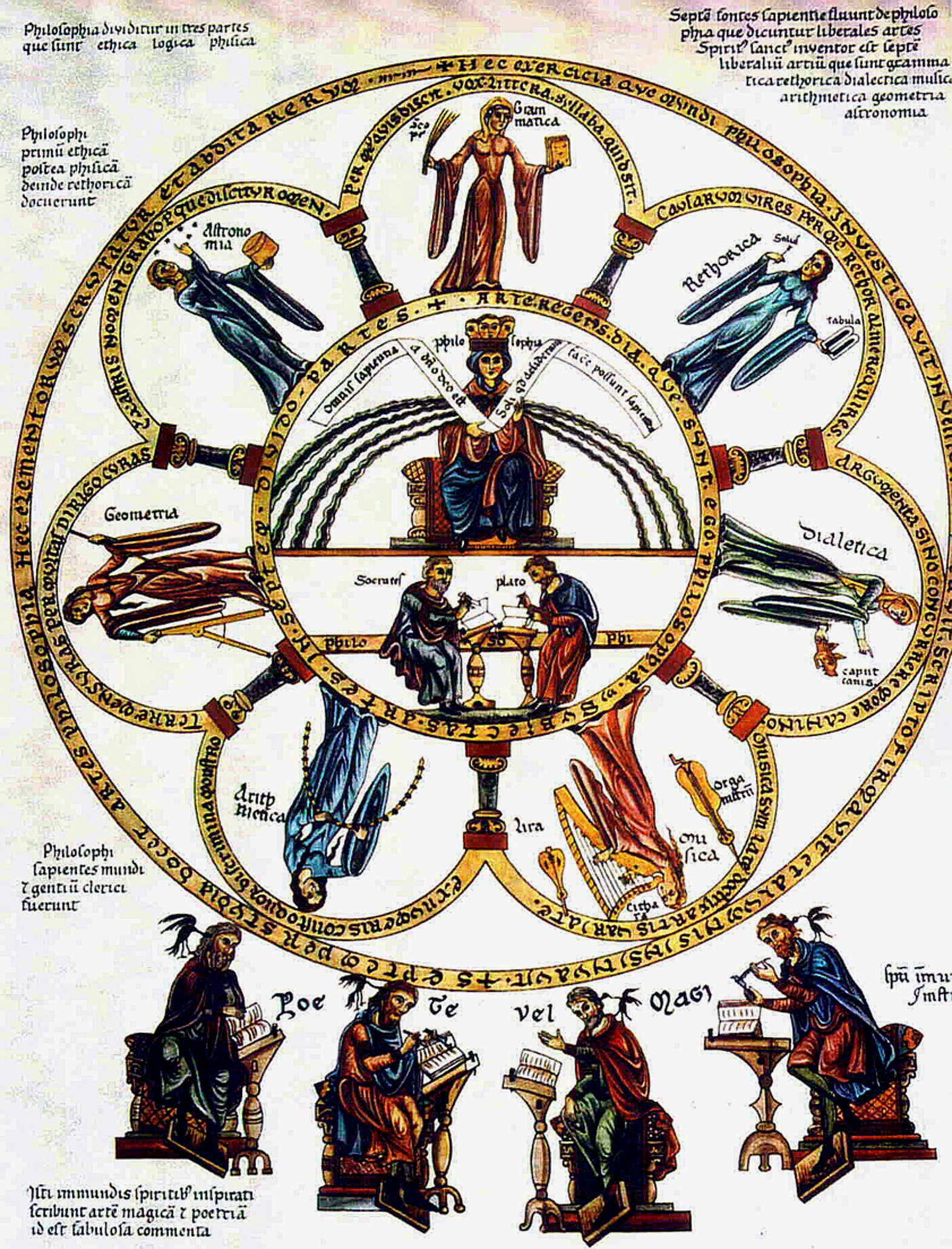
Philosophy seated between the seven liberal arts – Picture from the Hortus deliciarum of Herrad von Landsberg (12th century)

中世紀哲學（Medieval Philosophy）是指中世紀的哲學相關發展，時間大約從5世紀西羅馬帝國滅亡至14世紀文藝復興時代開始為止。中世紀哲學從8世紀時被巴格達視為獨立哲學議題，法國查理大帝時代也相當重視哲學。

## 历史

### 早期：基督教哲学
早期的基督教思想，特别是在爱国时期，倾向于直觉和神秘，不那么依赖理性和逻辑论证。它还强调柏拉图的神秘主义，而较少强调亚里士多德的系统思想。在此期间，西方尚未了解亚里士多德的作品。学者们只依靠波爱修斯将亚里士多德的作品译成拉丁语，並解释逻辑的著作，以及《导论》對亞里士多德注釋的拉丁语翻译。